# المسيحية في إفريقيا

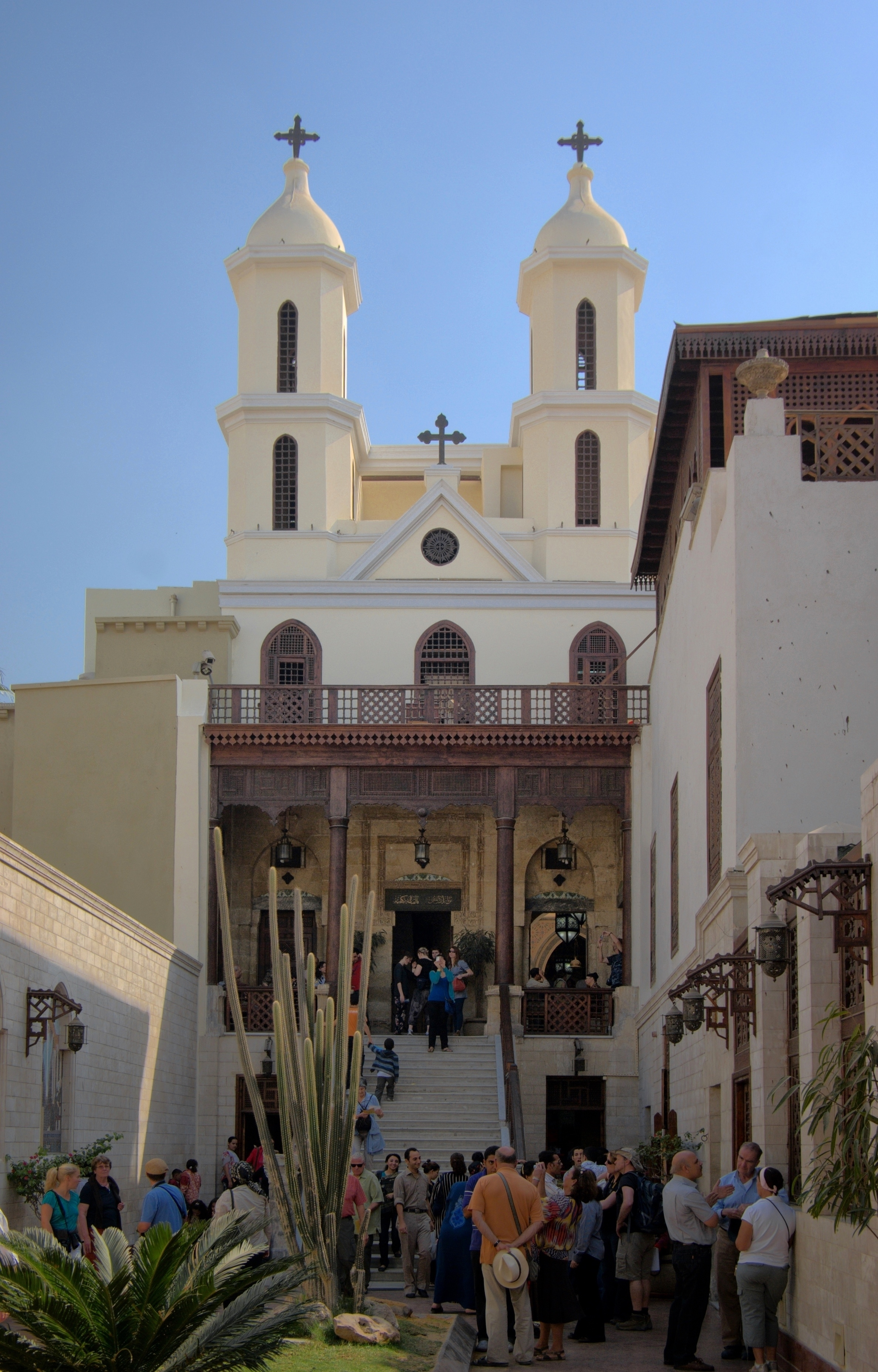
الكنيسة المعلقة أحد المقرّات البابوية في القاهرة، الكنيسة القبطية هي من أقدم الكنائس في أفريقيا.

دخلت المسيحية أفريقيا عن طريق مار مرقس وسمعان القيرواني وبطرس الرسول ومتى الرسول وبرثولماوس والخصي الحبشي، وهي الآن إحدى ديانتين تمارسان على نطاق واسع في أفريقيا وتعد أكبر دين في منطقة أفريقيا جنوب الصحراء. معظم المسيحيين خارج مصر وإثيوبيا وأريتريا هم من الكاثوليك أو البروتستانت. بالإضافة إلى تواجد طوائف مثل المسيحيين الميسانيين وانتشار في الآونة الأخيرة المسيحية الصهيونية في أنحاء كثيرة من القارة، بما في ذلك الكنيسة المعمدانية في جنوب أفريقيا وتتواجد إلى حد ما من طوائف من السبتيين وشهود يهوه.
انتشرت المسيحية في شمال أفريقيا وشرقها عن طريق تلاميذ المسيح والذي كان أبرزهم كان مرقس، بالمقابل فالمجتمعات المسيحية في أفريقيا جنوب الصحراء هي نتاج العمل التبشيري الأوروبي. يُعتبر القديس موسى الأسود وفقًا للتقاليد المسيحية شفعاء القارة الأفريقية؛ في حين يعّد سيبريان قرطاج شفيع شمال أفريقيا وقلب مريم الطاهر شفيعة وسط أفريقيا.

## تاريخ

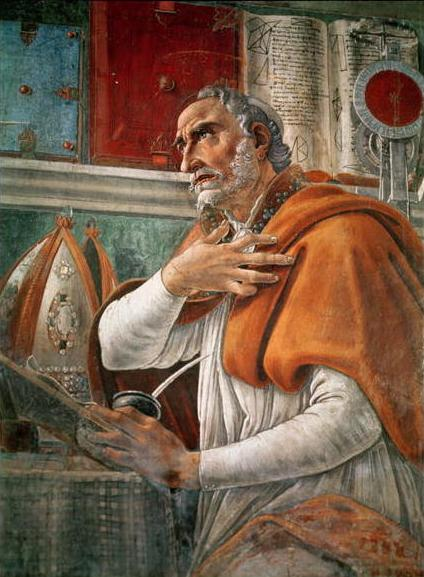
القديس أوغسطين في دراسته، بريشة ساندرو بوتيتشيلي 1480.

بدأ وجود المسيحية في أفريقيا في منتصف القرن الأول في مصر حيث أنّ أقدم الطوائف المسيحية في أفريقيا هي الكنيسة القبطية في مصر وكنيسة التوحيد الأرثوذكسية الإثيوبية وكنيسة التوحيد الأرثوذكسية الإريترية وتنضوي هذه الكنائس في عائلة الكنائس الأرثوذكسية المشرقية، في القرن الرابع الميلادي وطّد ملك إثيوبيا عيزانا المسيحية وجعلها دين الدولة وبالتالي تعتبر أثيوبيا من الأمم المسيحية الأولى في العالم.
بحسب التقاليد الكنسية المتوارثة فإن القديس مرقس هو مؤسس الكنيسة القبطية ولذلك تسمى «الكنيسة المرقسية». القديس مرقس هو أحد الرسل السبعين الذين اختارهم يسوع وأطلقهم لنقل البشارة. وقد ورد ذكره في سفر أعمال الرسل كأحد مرافقي القديس بولس في أنطاكية وقبرص، وأحد أتباع القديس بطرس وتلامذته، ومن ثم هو أيضًا كاتب الإنجيل الثاني في العهد الجديد والمنسوب لشخصه عن ذكريات نقلها إليه بطرس. أصل القديس مرقس غير معروف، وإن كانت بعض التقاليد وبعض كتابات آباء الكنيسة تعيده إلى مدينة برقة في ليبيا. وصل القديس مرقس إلى الإسكندرية حسب ما يتفق عليه المؤرخون الأقباط حوالي عام 61 ويرجع البعض الآخر ذلك لعام 55، قادمًا من ليبيا حيث بشّر هناك أولاً بعد أن عاد من روما على ما يذكر ساويرس بن المقفع في كتابه «تاريخ البطاركة». وفيها كانت أولى أعماله اجتراح أعجوبة شفاء إنيانوس الذي كان يعمل إسكافيًا، ومن ثم اعتنق إنيانوس المسيحية وغدا أسقفًا ومن ثم البابا الثاني في الإسكندرية. وفق معتقدات الكنيسة القبطية الأرثوذكسية فإن عجائب القديس مرقس قد تعددت، ما ساهم في انتشار المسيحية في المدينة، ومن ثم حوّل إحدى المنازل لأول كنيسة فيها، عرفت فيما بعد باسم بوكاليّا، على ما ذكر المؤرخ يوسابيوس. وأقام أيضًا مدرسة لاهوتية صغيرة كان القديس يسطس أول مدرسيها، وهو غدا يسطس فيما بعد بابا للإسكندرية، وينسب للقديس مرقس في الإسكندرية أيضًا القدّاس المعروف باسم «القدّاس الكيرلسي» الذي لا يزال معمولاً به إلى اليوم.
أنتجت أفريقيا العديد من الشخصيات الذين كان لهم تأثير كبير في العالم المسيحي خارج القارة، بما في ذلك أوغسطينوس، أوريجانوس، ترتليان، إكليمندس الإسكندري، أثناسيوس، وثلاثة بابوات للكنيسة الكاثوليكية البابا فيكتور الأول، ملتيادس وغاليليوس الأول فضلًا عن شخصيات من الكتاب المقدس مثل سمعان القوريني والخصي الإثيوبي الذي عمّد بواسطة فيليب الإنجيلي.

### الانتشار في منطقة القرن الأفريقي

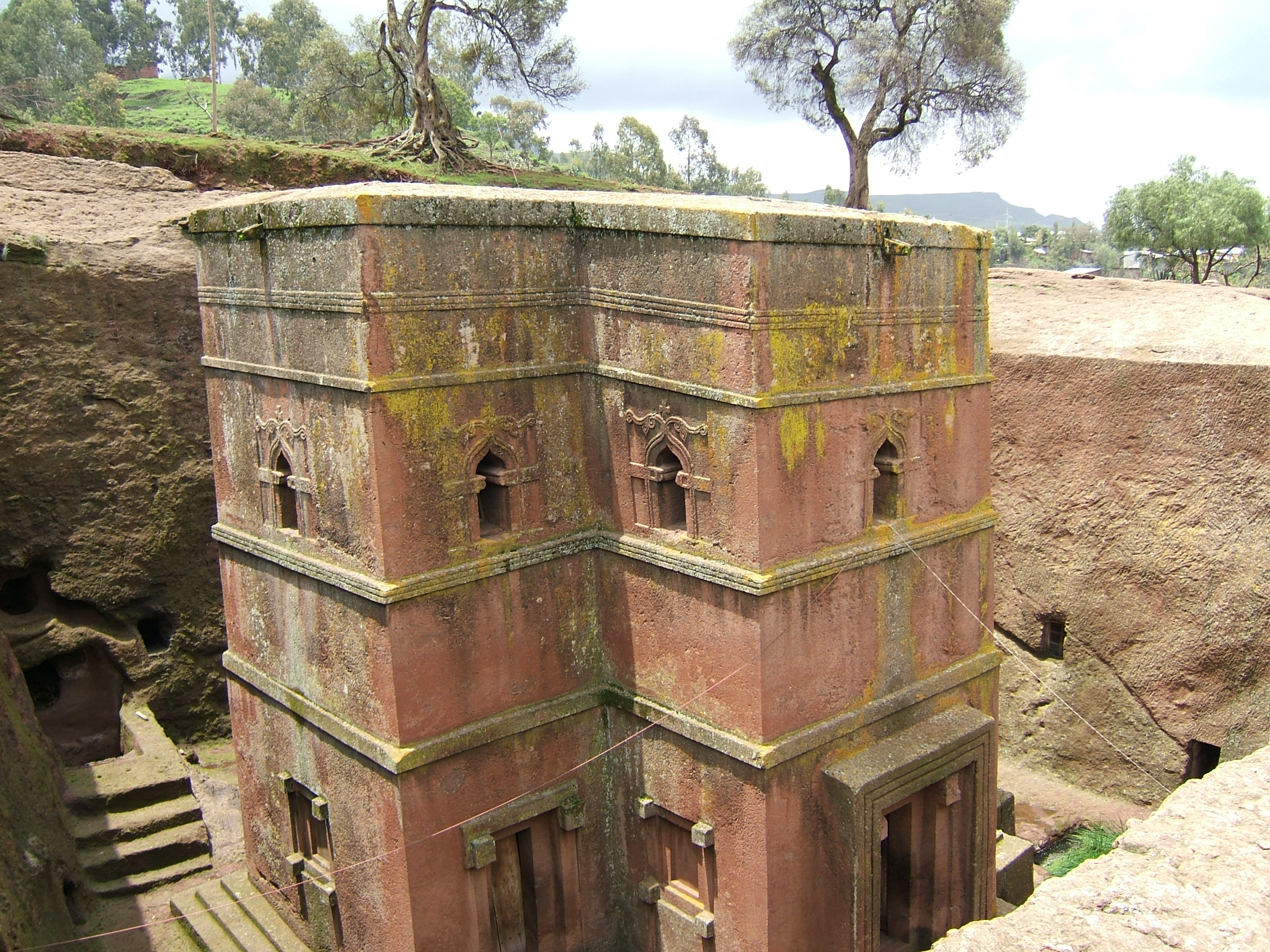
كنيسة بيت جرجس في ليبيلا، طورّت المسيحية الأثيوبية نمط معماري كنسي فريد.

وجدت المسيحية في إثيوبيا قبل عصر عيزانا الملك حاكم مملكة أكسوم، وأعلنت المسيحية على أنها دين الدولة في سنة 330 لتصبح واحدة من الدول المسيحية الأولى في العالم. أقرب ذكر لمرجع معروف في كيفية دخول المسيحية إلى أفريقيا في أعمال الكتاب المقدس المسيحي من الرسل، وتنتمي إلى تحويل وفيليب المبشر للمسافر الإثيوبية في القرن الميلادي الأول. على الرغم من أن الكتاب هو الكتاب المقدس.
تًرجِع الكنيسة الأثيوبية بوادر دخول الديانة المسيحية إلى البلاد إلى القرن الأول الميلادي، وفي القرن الرابع أصبحت الديانة المسيحية الديانة الرسمية لمملكة أكسوميت الأثيوبية في أيام الملك إيزانا، وذلك بفضل جهود التبشيرية لفرومينتيوس السرياني الأصل. استمر اتحاد الكنيسة الأثيوبية مع كنيسة الأقباط الأرثوذكس حتى بعد سيطرة العرب المسلمين على أراضي مصر، واستمرت المراسلات ما بين بطاركة الإسكندرية وملوك الحبشة والنوبا. ارتبطت كنيسة التوحيد الأرثوذكسية الإثيوبية في السياسية، فمثلًا حصلت كل من سلالة السليمانيون في إثيوبيا على الشرعية من كنيسة التوحيد الأرثوذكسية الإثيوبية باعتبارهم من سلالة الملك داود وسليمان، فأرتبطت الكنيسة والدولة ارتباطًا وثيقًا في المملكة الإثيوبيَّة.
في عام 1439 م في عهد الملك زارا يعقوب قاد حوار ديني ما بين الأنبا جيورجيس وزائر فرنسي إلى إرسال سفارة من إثيوبيا إلى الفاتيكان. إن فترة التأثير اليسوعي والتي كسرت في أثناءها قنوات الاتصال مع الكنيسة القبطية كانت بداية لفصل جديد من تاريخ كنيسة أثيوبيا، حيث بدأ عمل الإرساليات الكاثوليكية في البلاد بدعم من البرتغاليين، وجاء ذلك الدعم كجزء من كفاح البرتغاليين ضد الإمبراطورية العثمانية المسلمة وضد سلطنة عدوليس الإسلامية الواقعة شرق إثيوبيا للسيطرة على طرق التجارة إلى الهند عبر البحر الأحمر. ظهرت في منطقة القرن الأفريقي ثقافة مسيحية خاصة ومميزة وفريدة من نوعها خاصًة في العمارة الكنسية ومن أبرز مآثر الهندسة المعمارية المسيحية المشرقية هي كنائس أكسوم، ديبرا دامو واليبيلا في أمهارة وفي شيوة.

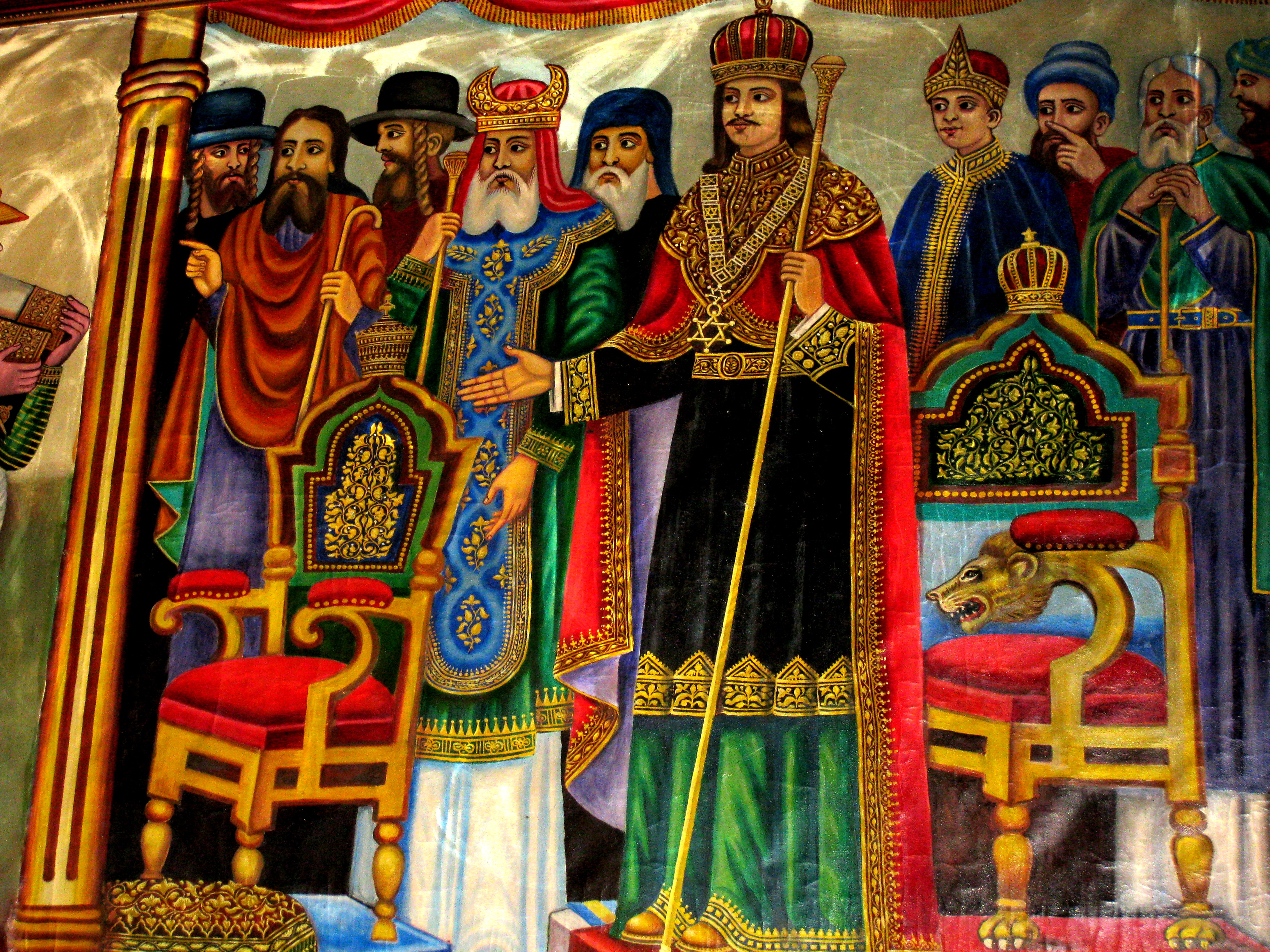
لعبت من سلالة السليمانيون دور هام في تاريخ المسيحية في إثيوبيّا.

تضع كنيسة التوحيد الأرثوذكسية الإثيوبية ثاني أكبر الكنائس المسيحية الشرقية في العالم تركيز أكثر على تعاليم العهد القديم مقارنًة في الكنائس المسيحية الأخرى، وتحث أتباعها على التمسك في بعض الممارسات التي ما تزال موجودة في الديانة اليهودية. تلتزم كنيسة التوحيد الأرثوذكسية الإثيوبية في شريعة الطهارة الموجودة في العهد القديم والتي تحث على ضرورة الاغتسال أو الوضوء للتطهر قبل تأدية فرائض دينية معينة، وبعد أي شيء يسبِّب النجاسة. تفرض كنيسة التوحيد الأرثوذكسية الإثيوبية إلى جانب كنيسة التوحيد الأرثوذكسية الإريترية والكنيسة القبطية الأرثوذكسية شريعة الختان على الذكور في اليوم الثامن من ولادة الطفل وتعطيه بُعد ديني. كما تقوم كنيسة التوحيد الأرثوذكسية الإثيوبية إلى جانب الأدفنتست بفرض سلسة من الشرائع على الطعام وهي تشابه القيود الموجودة في الديانة اليهودية والتي تعرف بالكشروت.
منذ نشأ كنيسة التوحيد الأرثوذكسية الإريترية وهي جزء من كنيسة التوحيد الأرثوذكسية الإثيوبية، لكن في عام 1993 اعترف البطريرك الإثيوبي بإستقلالها عقب استقلال إريتريا عن إثيوبيا. تًرجِع الكنيسة الأثيوبية بوادر دخول الديانة المسيحية إلى البلاد إلى القرن الأول الميلادي، حيث يروي الكتاب المقدس في سفر أعمال الرسل الفصل الثامن قصة تبشير وعماد أحد الموظفين الكبار في مملكة الحبشة على يد الشماس فيليبس. نالت الكنيسة الإثيوبية استقلالها عن الكنيسة القبطية عام 1959، وطالبت الحكومة الإريترية أيضًا الكنيسة القبطية الأرثوذكسية أن تمنح أسقفية إريتريا وضع بطريركية، وعلى الرغم من التوترات الشديدة للإريتريين الأرثوذكس مع قيادة الكنيسة الإثيوبية، إلا أنهم حافظوا على الوحدة الكنسية العقائدية بينهما ومع بقية الكنائس الأرثوذكسية المشرقية.

### الانتشار في شمال أفريقيا

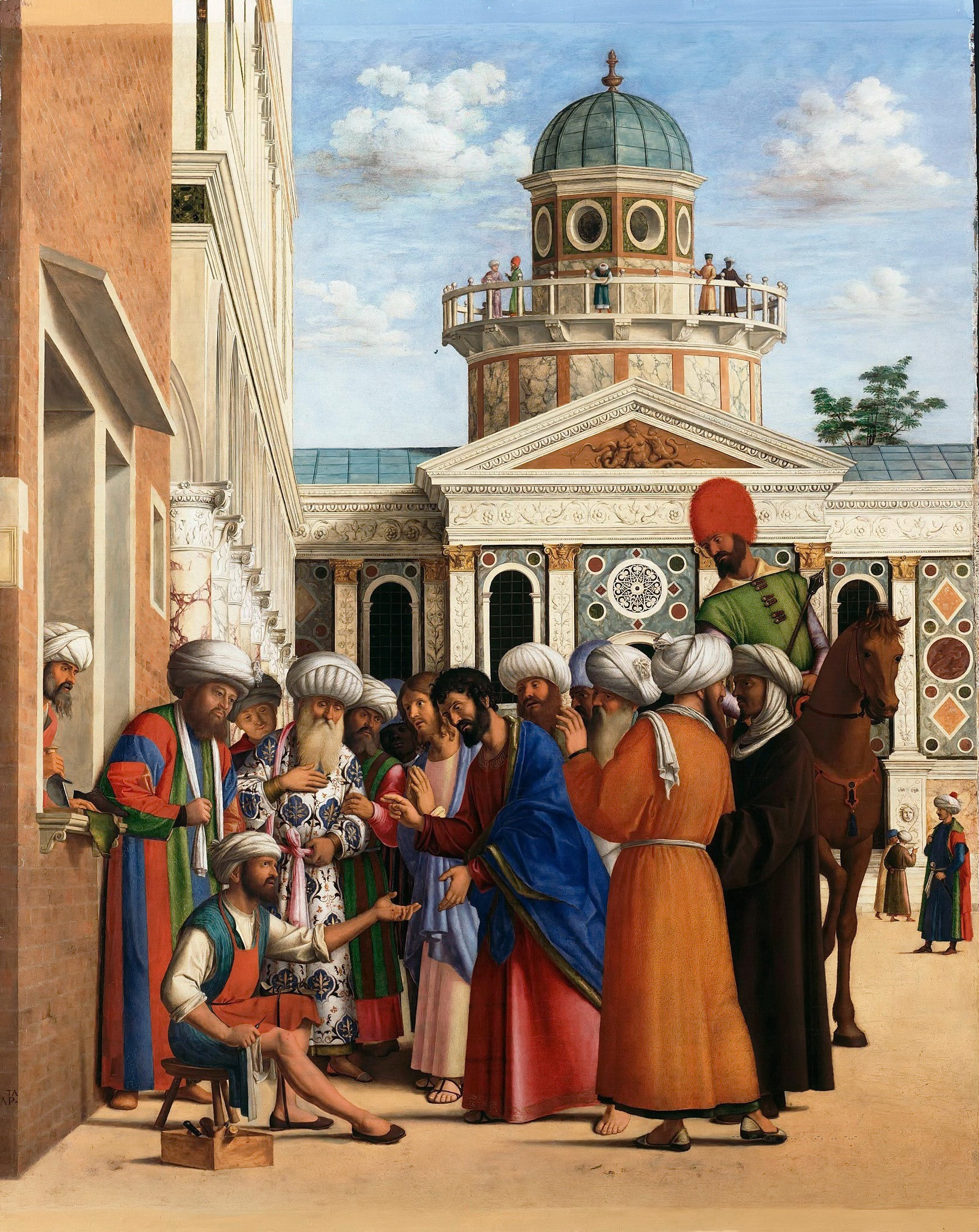
اهتداء القديس إنيانوس، البابا الثاني على يد القديس مرقس. بريشة كونجيليانو، 1490.

شكلت مصر أكبر تجمّع مسيحي داخل الشرق الأوسط وشمال أفريقيا وإحدى أكبر التجمعات المسيحية في العالم الإسلامي. تاريخ المسيحية في مصر والتي يعود وجودها إلى العصر الروماني. حيث كانت الإسكندرية مركزًا هامًا خلال العصور الأولى للمسيحية. كما أن كانت مصر مهد الرهبانيّة المسيحية الأولى في العالم. بحسب التقاليد الكنسية المتوارثة فإن القديس مرقس هو مؤسس الكنيسة القبطية. في القرن الثاني انتخب إبريموس عام 106 وأصبح لمدرسة الإسكندرية اللاهوتية شأنًا هامًا في أيامه وتكاثر عدد الكنائس في مصر وخارجها، غير أن الإمبراطور هادريان أمر باضطهاد المسيحيين ونفيهم خارج المدن، ومن ثم أمر بهدم الكنائس.
ومنذ منتصف القرن الثاني قدّمت الكنيسة القبطية عددًا وافرًا من آباء الكنيسة ومعلميها الأوائل الذين لا تزال مؤلفاتهم يدرسها طلاب اللاهوت حول العالم يدرسونها حتى اليوم: منهم أوريجانوس الذي ألف أكثر من ستة آلاف كتاب حول تفسير الكتاب المقدس، والقديس إكليمندس الإسكندري الذي زاوج خلال دراسته في المدرسة اللاهوتية بالإسكندرية بين الفلسفة اليونانية واللاهوت المسيحي، ما ساهم في نقل مبادئ الدين إلى لغة مثقفي ذلك العصر من ناحية، وانفتاح المسيحية على العلوم من الناحية الثانية، ويضاف إليهم أثينا غوراس والقديس بنتينوس. يذكر أن بعضًا من أهم آباء الكنيسة اللاحقين في الغرب المسيحي كالقديس أوغسطين والقديس جيروم قد تأثروا بكتابات آباء المدرسة اللاهوتية في الإسكندرية وكتاباتهم، أما على صعيد الإنجازات الأخرى خلال القرن الثاني تسجل أول ترجمة للكتاب المقدس إلى اللغة القبطية بعد أن كان منحصرًا باليونانية التي يجيدها متعلمو الشعب فحسب.
كان أغلب المصريين قبل الفتح الإسلامي يُدينون بالمسيحيَّة، ومنهم قلَّة ضئيلة تُدينُ باليهوديَّة. في عام 639 ميلادية، قاد عمرو بن العاص في عهد الخليفة عمر بن الخطاب جيشًا إسلاميًا قدِمَ من الشام واستطاع هزيمة الرومان الشرقيين في مصر والاستيلاء عليها عام 641 م، وقام بإنشاء مدينة الفسطاط وأصبحت ولاية إسلامية تابعة للخلافة وقاعدة لانطلاق الفتوحات الإسلامية في شمال إفريقيا. تبايُن أُسلوب التعاطي مع المسيحيين واليهود في الدولة الفاطمية من خليفةٍ إلى آخر، فبعضُ الخُلفاء كان مُتسامحًا لأبعد الحُدود مع أهل السُنَّة ومع النصارى واليهود، فأطلق لهم الحُريَّة الدينيَّة والمذهبيَّة، واستوزر منهم ورفع شأنهم، وبعضهم الآخر اضطهدهم اضطهادًا شديدًا. فعلى سبيل المِثال، اشتهر الخليفة المنصور ومن بعده المُعز لدين الله بتسامُحه الكبير مع أقباط مصر، وباستمالتهم إليه ومُولاتهم له بعد أن اتصل بقيادتهم الدينيَّة وأعلمهم بأنَّهُ سيمنحهم الحُريَّة الدينيَّة بعد أن نالهم الضيم جرَّاء المُمارسات القمعيَّة التي انتهجها الأخشيديين ضدَّهم أواخر عهد دولتهم. تغيَّر وضعُ اليهود والنصارى مع تولّي الحاكم بأمر الله شؤون الخِلافة، فقسا عليهم في المُعاملة، ويُحتمل أن يكون ذلك بسبب ضغط المُسلمين بعامَّةً الذين ساءهم أن يتقرَّب الخُلفاء من غير المُسلمين ويُعينوهم في المناصب العُليا، فأصدر الحاكم أمرًا ألزم أهل الذمَّة بلبس الغيار، وبوضع زنانير مُلوَّنة مُعظمها أسود، حول أوساطهم، ولبس العمائم السود على رؤوسهم، وتلفيعات سوداء، وذلك لتمييزهم على المُسلمين. وفي وقتٍ لاحق منعهم من الاحتفال بأعيادهم، وأمر بهدم بعض كنائس القاهرة، كما صدر سجل بهدم كنيسة القيامة في بيت المقدس.

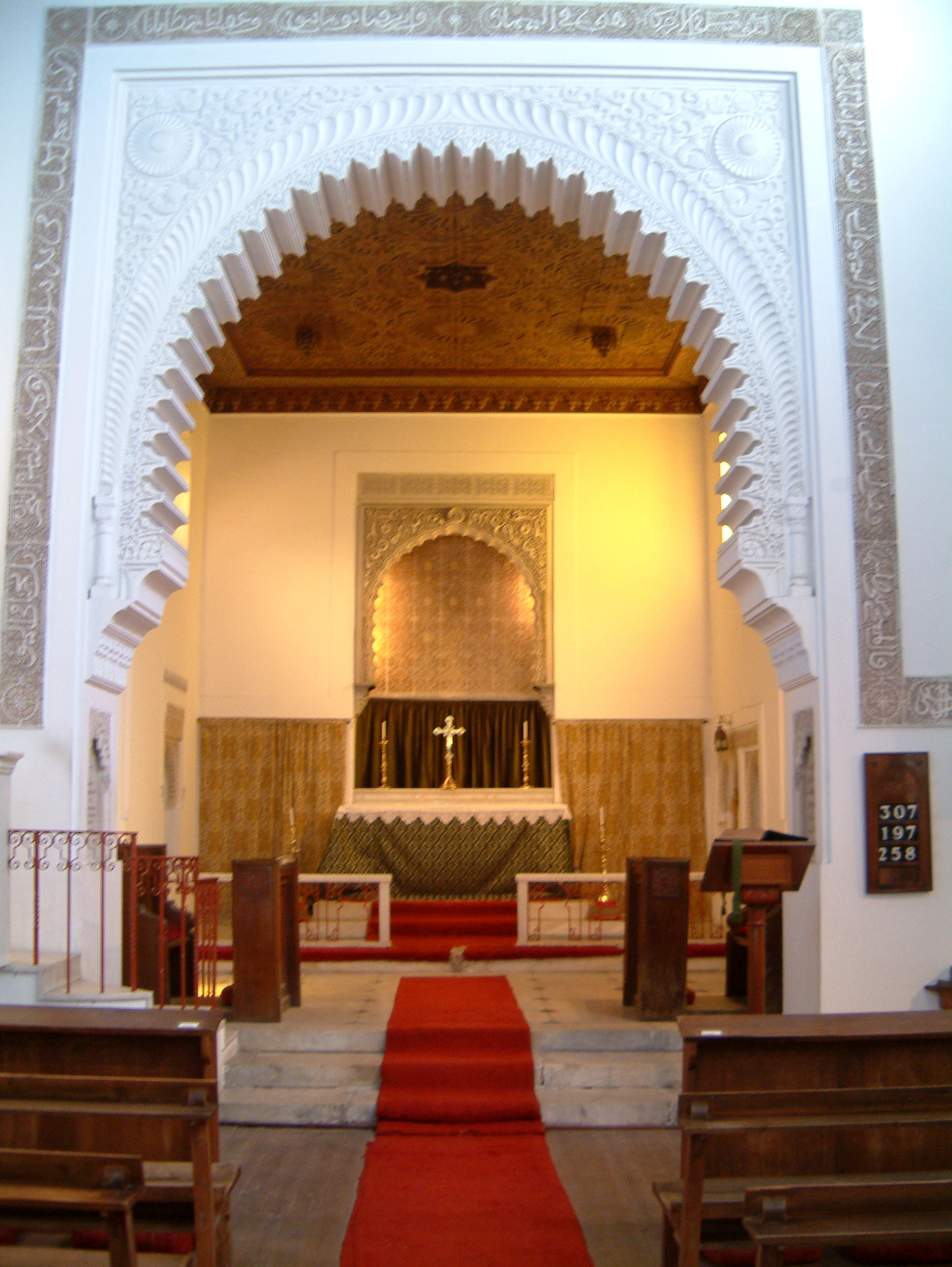
كنيسة القديس أندرو الإنجليكانيّة في مدينة طنجة المغربيّة.

أخذت المسيحيَّة بالانتشار أولًا بين الأفارقة في برقة وطرابُلس وإفريقية ابتداءً من القرن الثاني الميلادي، وكان أوَّل أقاليم المغرب دُخولًا في المسيحيَّة إقليمُ برقة، وكان للمسيحيَّة فيها تاريخٌ طويل هو جُزءٌ من تاريخ المسيحيَّة في مصر، ثُمَّ انتشرت في إفريقية، وأصبحت هذه الأخيرة من مراكزها الرئيسيَّة، وقامت فيها الكنائس وامتدَّت بِصُورةٍ سطحيَّةٍ على طول الشريط الساحلي في المغربين الأوسط والأقصى حتَّى طنجة. وتُظهر واحدة من أوائل الوثائق التي تسمح لنا فهم تاريخية المسيحية في شمال أفريقيا والتي تعود إلى العام 180 ميلادي: أعمال شهداء قرطاج. وهو يسجل حضور عشرات من المسيحيين الأمازيغ في قرية من مقاطعة أفريكا أمام الوالي.
أتى المبشرون بالمسيحية إلى المغرب خلال القرن الثاني، ولاقت هذه الديانة قبولا بين سكان البلدات والعبيد وبعض الفلاحين. يتجه الرأي المُعاصر، بالاستناد إلى بعض الأدلَّة، إلى القول بأنَّ المسيحيَّة الإفريقيَّة صمدت في المنطقة المُمتدَّة من طرابُلس إلى المغرب الأقصى طيلة قُرونٍ بعد الفتح الإسلاميّ، وأنَّ المُسلمون والمسيحيّون عاشوا جنبًا إلى جنب في المغرب طيلة تلك الفترة، إذ اكُتشفت بعض الآثار المسيحيَّة التي تعود إلى سنة 1114م بِوسط الجزائر، وتبيَّن أنَّ قُبور بعض القديسين الكائنة على أطراف قرطاج كان الناس يحجُّون إليها ويزورونها طيلة السنوات اللاحقة على سنة 850م، ويبدو أنَّ المسيحيَّة استمرَّت في إفريقية على الأقل حتَّى العصرين المُرابطي والمُوحدي. واختفت الجماعات المسيحيّة الأمازيغية في تونس والمغرب والجزائر في القرن الخامس عشر.
أعيد إحياء المسيحية في المغرب العربي مرّة أخرى في القرن التاسع عشر. مع قدوم عدد كبير من المستوطنين والمهاجرين الأوروبيين والذين أطلق عليهم لقب الأقدام السوداء، أغلبيتهم انحدر من أصول فرنسية أو إيطالية أو إسبانية أو مالطية وحتى من أوروبا الشرقية، وانتمى أغلبهم إلى الكنيسة الرومانية الكاثوليكية مع وجود لأقلية كبيرة بروتستانتية، انتعشت المسيحية في الجزائر فبنيت الكنائس والمدارس والمؤسسات المسيحية وأعيد تأسيس أبرشية كاثوليكية عام 1838، ودخل عدد من السكان المحليين المسلمين إلى المسيحية. وتتواجد حاليّا تجمعات صغيرة من المسيحيين المواطنين في تونس والمغرب والجزائر اعتنقت المسيحية وهي إما عربية أو أمازيغية.

### الانتشار في أفريقيا جنوب الصحراء

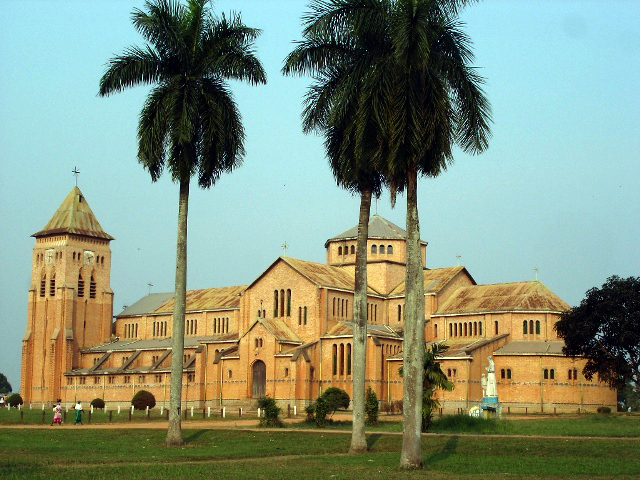
كاتدرائية كينشاسا في جمهورية الكونغو الديمقراطية.

أدى اعتناق نزينغا مبمبا افونسو المسيحية، والذي حكم مملكة الكونغو من عام 1506 حتى 1542 ودعي باسم الملك ألفونسو الأول، إلى حملة تحديث واسعة في البلاد وكانت من نتائجها تحول سكان المملكة إلى المسيحية. دخلت المسيحية في دول أفريقيا جنوب الصحراء من خلال مبشرّين ومبعوثين ورهبان والذين قاموا في بناء ورش عمل 1820، ولتعليم صناعة الطوب وحرفة النجارة الأوروبية، وبعض المهارات العملية الآخرى، كما أنشأوا شبكة مدارس عامة حيث كان يُدرّس علم الحساب واللغات الأوروبية، بالإضافة إلى تعليم القراءة والكتابة باستخدام أجزاء من إنجيل في اللغات الأفريقية المحلية. كما وقامت المؤسسات المسيحية التبشرية في إنشاء شبكات واسعة من الجامعات والمستشفيات والمرافق الصحيّة.
حظرت الملكة رانافالونا الأولى ممارسة المسيحية رسميًا في مدغشقر من خلال خطاب يوم 26 فبراير 1835، وحرصت في حديثها على التمييز بين شعبها الذي حظرت عليه اعتناق الديانة الجديدة واعتبرت ممارستها جناية، وبين الأجانب الذين سمحت لهم بالحرية الدينية وحرية الإرادة. اعترفت الملكة بالمساهمات الفكرية والتكنولوجية الهامة التي قام بها التبشيريون الأوروبيون من أجل تقدم بلدها، ودعتهم للإستمرار في العمل من أجل ذات الهدف بشرط أن يكفوا عن تحويل الأشخاص عن عقيدتهم: في حين كانت سياسة راداما الثاني، أكثر تساهلًا من سياسة رانافالونا الأولى الدينيّة، في عهده انتشرت البروتستانتية بين الطبقات العليا في منتصف 1800، بما في ذلك الملكة رانافالونا الثاني نفسها، أدى ذلك إلى نفوذ سياسي متزايد من المبشرين البريطانيين، والتي قادها رئيس الوزراء آنذاك لتشريع تحويل الديوان الملكي. دفع هذا التحويل إلى ازدياد شعبية البروتستانيتّة على نطاق واسع في جميع أنحاء البلاد في أواخر 1800.
ساهمت الكنيسة الميثودية والأنجليكانية والإنجيلية في إسقاط نظام الفصل العنصري وقد لعب العديد من رجال الكنيسة أدورًا هامًا في إسقاط نظام الفصل العنصري، أبرزهم ديزموند توتو كبير أساقفة جنوب أفريقيا السابق الحائز على جائزة نوبل للسلام العام 1984 دور هام في إسقاط نظام الفصل العنصري. بعد استقلال الدول الأفريقية سيطرت على علم التبشير الكنسي صياغة لاهوت أفريقي يحقق تطلعات الاندماج الثقافي والتأقلم، وبدأت عمليّة أفرقة القيادات الكنسيّة والفلسفة وحركية التبشير الكنسي في أفريقيا، ولاسيما خلال مرحلة ما بعد الأستعمار. وينتمي العديد من المسيحيين في أفريقيا جنوب الصحراء إلى النخبة الاجتماعية والسياسيّة والتي كان لها صلات قوية من القوى الإستعمارية الأوروبية.

## التأثير في القارة

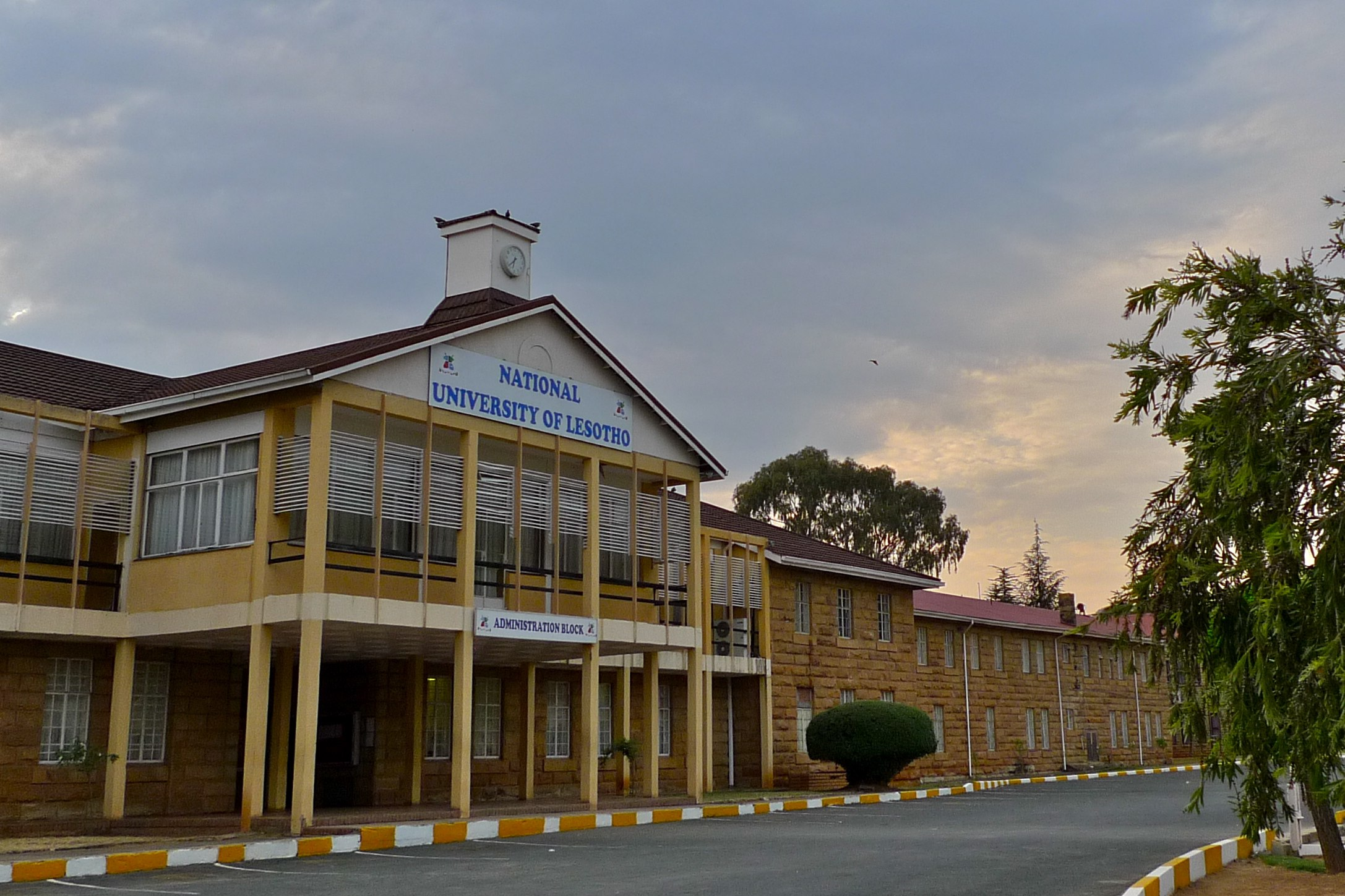
مدخل جامعة ليسوتو الوطنية؛ قامت الكنيسة الكاثوليكية ببناء الجامعة عام 1945.

شارك الإنجيليين المسيحيين بشكل وثيق في العملية الإستعمارية في أفريقيا الجنوبية. وفي منتصف القرن التاسع عشر، انخرطت البعثات البروتستانتية في أعمال تبشيرية نشطة على ساحل غينيا، وفي جنوب أفريقيا وفي أراضي زنجبار. وزار المبشرون مناطق وشعوب غير معروفة، وفي كثير من الحالات أصبح المستكشفون رواد التجارة. ديفيد ليفينغستون مبشر اسكتلندي، لعب دوراً منذ عام 1840 في العمل الإستكشافي شمال نهر أورانج. وفقاً لهيذر شاركي، لا يزال التأثير الحقيقي لأنشطة المبشرين موضوعًا مفتوحًا للنقاش في الأوساط الأكاديمية اليوم. وأكدت شاركي أن «المبشرين لعبوا أدوارًا متعددة في إفريقيا الاستعمارية وحفزوا أشكالًا من التغيير الثقافي والسياسي والديني»، «وما زال المؤرخون يناقشون طبيعة تأثيرهم ويشككون في علاقتهم بنظام الاستعمار الأوروبي في القارة.»
وفقاً للباحث ريان جونسون ساهم المبشرون المسيحيون بالعديد من المساهمات الإيجابية في جميع أنحاء العالم. بحسب دراسة حديثة، نشرت في مجلة العلوم السياسية الأمريكية (مطبعة جامعة كامبريدج)، حيث تم التركيز على دور المبشرين البروتستانت، وجدت الدارسة أنهم كثيرًا ما تركوا أثرًا اجتماعيًا إيجابيًا للغاية في المناطق التي كانوا يعملون فيها. «من خلال التحليل الإحصائي ارتبطت البعثات البروتستانتية بشكل كبير وبقوة مع نشر الطباعة، والتعليم، والتنمية الاقتصادية، وتنظيم المجتمع المدني، وحماية الملكية الخاصة، وسيادة القانون، ومستويات أقل من الفساد». وبحسب العالم السياسي روبرت ودبيري وجد من خلال الإحصاءات إلى القول بأن البعثات البروتستانتية كانت عاملاً مساعدًا هامًا في نشر الحرية الدينية، والتعليم، والديمقراطية. ووفقاً لهيذر شاركي «يعتقد بعض المراقبين أن المبشرين حققوا فائدة كبيرة في أفريقيا، حيث قدموا خدمات اجتماعية مهمة مثل التعليم والرعاية الصحية التي لم تكن متاحة للأفارقة». وقالت شاركي إنه «في المجتمعات التي كانت تهيمن عليها الذكور تقليدياً، زودت المبشرات الإناث النساء في أفريقيا المعرفة بالرعاية الصحية والتعليم الأساسي». وفقاً لدراسة بيو يتفوق المسيحيون تعليميًا في مناطق أفريقيا جنوب الصحراء على المسلمين، وبحسب الدراسة يتفق الباحثون وعلماء الاجتماع عمومًا على أن النشاط التبشيري المسيحي في إفريقيا خلال الحقبة الاستعمارية هو عامل أساسي. حيث نشط المبشرون البروتستانت بشكل خاص في إنشاء المدارس وتثقيف السكان المحليين، بدافع من إيمانهم بأن الجميع يجب أن يكونوا قادرين على قراءة الكتاب المقدس بلغتهم الأم. ويشير روبرت د. ودبيري عالم اجتماع في جامعة بايلور أن للمُبشرين البروتستانت في أفريقيا «كان لهم دور فريد في نشر التعليم الشامل» بسبب الأهمية الدينية لدراسة وقراءة الكتاب المقدس، حيث قام المُبشرين في ترجمة الكتاب المقدس للغات المحليَّة وفي إنشاء المدارس لتعزيز معرفة القراءة والكتابة.

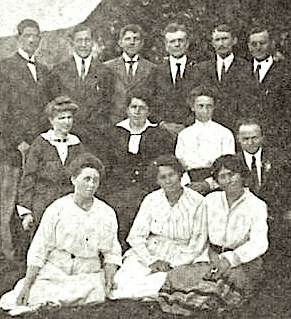
المُبشِّرة الأمريكيَّة هيلدا شتومپف التي قُتلت في مُستعمرة کیکویو سنة 1930 بسبب مُناهضتها خِتان الإناث.

يشير ناثان نان أستاذ الاقتصاد في جامعة هارفارد أنَّ التعليم «هو المكافأة الرئيسية قبل المبشرين لجذب الأفارقة للمسيحية». كما وشجع المبشرين البروتستانت على تعليم المرأة ومحو الأمية بين النساء. وبحسب الدراسة قد تلعب مجموعة من العوامل الاقتصادية والاجتماعية والثقافية والدينية المعاصرة دورًا أيضًا في الفجوة. ووفقاً لأستاذ الاقتصاد في جامعة هارفارد ناثان نان «تبين أن وجود المبشرين المسيحيين، وخاصةً المبشرين البروتستانت، يرتبط ارتباطًا وثيقًا وإيجابياً بزيادة التحصيل العلمي، ويبدو أن التأثيرات تستمر لأجيال عديدة». كما ويشير بينما للبعثات الكاثوليكية والبروتستانتية تأثير إيجابي طويل المدى على التحصيل العلمي في أفريقيا، الا أن التأثيرات حسب الجنس كانت مختلفة تمامًا. كان للبعثات البروتستانتية تأثير إيجابي كبير على تعليم الإناث على المدى الطويل وتأثير صغير للغاية على تعليم الذكور على المدى الطويل. في المقابل، لم يكن للبعثات الكاثوليكية أي تأثير على تعليم الإناث على المدى الطويل، ولكن كان لها تأثير إيجابي كبير على تعليم الذكور. هذه النتائج تتسق مع الأهمية الكبرى لتعليم النساء من قبل البروتستانت بالمقارنة مع الكاثوليك. وتوصل ناثان نان عن طريق الجمع بين المعلومات التاريخية عن مواقع البعثات التبشيرية الكاثوليكية والبروتستانتية في المستعمرات الأفريقية، وبحث الأثر طويل الأجل للنشاط التبشيري البروتستانت والكاثوليك خلال الفترة الاستعمارية على التحول الديني والتعليم والمشاركة المدنية والمواقف تجاه الديمقراطية اليوم، إلى وجود أدلة متوافقة مع الاعتقاد بأن البعثات البروتستانتية كان لها تأثير قوي على التحويل الديني، وعلى زيادة التحصيل العلمي. وفقاً للباحثة فييرا باوليكوفا-فيلاهانوفا من عهد الدراسات الشرقية في الأكاديمية السلوفاكية للعلوم أدت المرحلة الثالثة من الحركة التبشيرية في أفريقيا، والتي بدأت منذ نهاية القرن الثامن عشر واستمرت طوال القرن التاسع عشر، في القرن العشرين أفريقيا إلى توسع كبير في الانتشار المسيحي أو ما يسمى «العصر الرابع العظيم من التوسع المسيحي». وفي محاولتهم لنشر العقيدة المسيحية، وكسب المتحولين وتحويل المجتمعات الأفريقية، فتحت البعثات المسيحية من جميع الطوائف مدارس ونشرت التعليم. وكان من المهم جدًا من الناحية العلمية التعليم في اللغات الأفريقية، من خلال إنتاج قواعد النحو والقواميس والكتب المدرسية وترجمة النصوص الدينية، كما ووضع المبشرون الأسس الأولى للأدب في اللغات الأفريقية. وبحسب الباحثة «لا شك في أن مشروع التبشير المسيحي له أهمية قصوى في التغريب في أفريقيا». لكنها تضيف أنه «الأفارقة لم يكونوا متلقين سلبيين للتأثيرات والأنماط الثقافية الجديدة». حيث مع اعتماد المسيحية كدين إلى جانب عملية التبادل الثقافي تشكلت من خلال الخيارات الأفريقية، من الاحتياجات والجهود المبذولة لإضفاء الطابع الأفريقي على التجربة المسيحية في أفريقيا من خلال تأمين الجذور المسيحية في السياق الأفريقي.
وفقاً لتاكودزوا هيلاري تشيوانزا عمل المبشرون المسيحيون الأوائل يداً بيد مع المستعمرين. في معظم الأوقات، تم إرسال المبشرين للتفاوض على المعاهدات التي من شأنها أن «تخضغ الأفارقة». ويرى تاكودزوا هيلاري تشيوانزا أن تأثير المسيحية في عملية الاستعمار كان سلبياً على الأفارقة،[هل المصدر موثوق به؟] ويرى الباحث جاريكاي تشينج أن مجئ المسيحية الاستعمارية لأفريقيا جاء معه نظام أبوي قمعي للنساء. ووفقاً لإتيم أكون، أستاذ الدراسات الدينية بجامعة كالابار في نيجيريا: «لقد أصبح الاستعمار وصمة للمسيحية في أفريقيا المعاصرة. إنها حقيقة تاريخية أن تنصير أفريقيا كان من خلال الآلات الاستعمارية.» ويضيف أن «أصبحت الديانة المسيحية، التي تم فرضها من خلال القوة العسكرية الاستعمارية، الديانة المهيمنة ذات السلالات المختلفة والمظاهر المتنوعة»، و«أصبحت المسيحية دين الحضارة والتنمية، وحتى مع التأثير المسيطر للمسيحية، رفض الأفارقة المتعلمين تأجيل ذكرى البعد الاستعماري للمشروع التبشيري»، إلا أنه يرى مع ذلك أن البعثات التبشيرية المسيحية في القرن التاسع عشر ساعدت في تعويض الاستغلال الاستعماري، وكان لها إنجازات إيجابية عديدة. ووفقاً لجون مبيتي، الفيلسوف المسيحي، فإن الصورة التي رسمها الأفارقة، وإلى حد كبير لا يزالون متمسكين بها، نحو بالمسيحية مرتبطة كثيراً بالحكم الاستعماري. وبحسب الدراسة يناقش المؤرخون الأفارقة بحدة العلاقة بين البعثات والاحتلال الاستعماري في أفريقيا في القرن التاسع عشر. حيث ينقسم العلماء حول دور ووضع المبشرين في التأريخ القومي. وفقا للباحث الإسلامي علي مزروعي، في القرن التاسع عشر كانت الجماعات التبشيرية أحيانا هي التي تحرض حكومات بلدانها الأوروبية على استعمار أفريقيا، خصوصا شرق أفريقيا، وأن المبرر الأخلاقي الذي كان يسوقه المبشرون لذلك كان منع اتجار الرقيق من قبل العرب ونشر المسيحية، حيث كانت معارضة الإمبريالية في أوروبا تتلاشى أحيانا أمام «التعصب التبشيري والحماس الأخلاقي».

## ديموغرافيا وانتشار

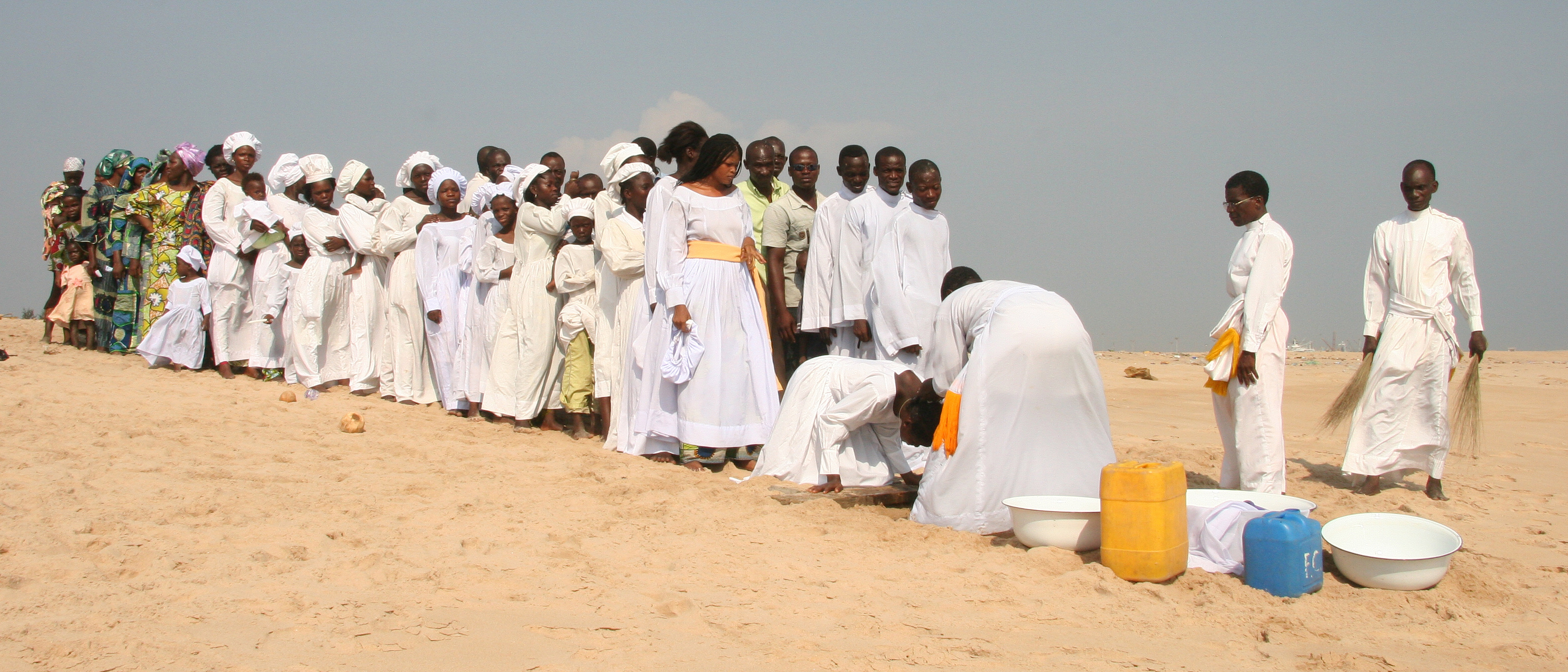
مسيحيين أفارقة في طقس ديني في بنين.

ازداد عدد المسيحيون في أفريقيا من 10 ملايين إلى 482 مليون أي 47% من سكان أفريقيا، إذ تشهد المسيحية نمو دراميكي في القارة الأفريقية ويتوقع الخبراء أن تصل أعداد المسيحيين في سنة 2025 إلى 633 مليون مسيحي." خاصًة مع نمو المسيحية وازدهارها في أفريقيا وآسيا، وانتقال الثقل المسيحي إلى جنوب الكرة الارضية. بحسب فيليب جنكنز أستاذ التاريخ في جامعة بايلور خلال القرن العشرين، نمت كل من المسيحية والإسلام بشكل كبير في أفريقيا، وجزئياً بسبب التوسع الديموغرافي، وأيضاً من خلال التبشير والتحول الديني. وانضم حوالي نصف الأفارقة السود إلى واحدة من الديانات الإبراهيمية، وكانوا يفضلون المسيحية على الإسلام بمعدل 4 إلى 1. ويضيف الباحث أنه خلال القرن العشرين، ازدادت أعداد الكاثوليك في أفريقيا جنوب الصحراء من 1.9 مليون إلى أكثر من 130 مليون نسمة أي بمعدل نمو يبلغ 6708 في المائة. ومن المتوقع أن تضم البلدان العشرة التي تضم أكبر عدد من السكان المسيحيين في عام 2050 عدة دول أفريقية، بما في ذلك إثيوبيا ونيجيريا وجمهورية الكونغو الديمقراطية، وربما أوغندا. ووفقاً لبعض المصادر ارتفع معدل النمو المسيحي في أفريقيا، حيث تحول 16,000 من الأفارقة إلى المسيحية يومياً أي 5.8 مليون سنوياً بحلول عام 1985 ليرتفع إلى 6 ملايين سنوياً بحلول عام 2005، في حين يشير مصدر أن حوالي 4,000 أفريقي يتحول إلى المسيحية يومياً. ووفقاً لديفيد باريت تفيد التقارير بأن أفريقيا تكتسب 8.4 مليون مسيحي جديد سنوياً. ويتوقع بعض الخبراء إلى تحول مركز المسيحية من الدول الصناعية الأوروبية إلى إفريقيا وآسيا في العصر الحديث. وتشير مصادر بأن الاتجاه الحالي للنمو المسيحي الكبير في القارة يفترض أنه في عام 2025 سيكون هناك 633 مليون مسيحي في إفريقيا.
بحسب احصائية مركز البحاث الاميركي بيو يعيش اليوم في أفريقيا 516,470,000 مسيحي ويشكلون حوالي 62.7% من سكان أفريقيا جنوب الصحراء، ويعيش 23.6% من مسيحيي العالم في أفريقيا، ويٌشّكل البروتستانت أكثر من نصف مسيحيي أفريقيا (57.2%) من مجمل مسيحيين أفريقيا، بينما تصل نسبة الكاثوليك 34.1% والأرثوذكس 7.8% من مجمل المسيحيين في أفريقيا. وفي دراسة جديدة للباحث الإيطالي ماسيمو انتروفيني عام 2012، وجدت أن المسيحية أصبحت الدين الأول في أفريقيا، حيث أصبح عدد المسيحيين أكبر من عدد المسلمين في القارة الأفريقية، إذ يشكل المسيحيين نسبة 53.46% من سكان أفريقيا، مقارنة مع المسلمين الذين يشكلون نسبة 46.40% من سكان أفريقيا. أشارت الدراسة أيضًا إلى أن هناك أغلبية مسيحية في 31 دولة أفريقية مقابل أغلبية إسلامية في 21 دولة وأغلبية لأتباع الأديان التقليدية في ست دول أفريقية. وفقًا لدراسة المؤمنون في المسيح من خلفية مسلمة: إحصاء عالمي وهي دراسة أجريت من قبل جامعة سانت ماري الأمريكيّة في تكساس سنة 2015 وجدت أن عدد المسلمين الأفارقة المتحولين للديانة المسيحية يبلغ حوالي 2,161,000 شخص.

### حسب البلد
القائمة تستعرض أكبر الدول ذات التجمعات المسيحية من حيث عدد السكان؛ القائمة أُخذت من دراسة قام بها مركز بيو عام 2010:
| الترتيب | الدولة                      | عدد السكان المسيحيين | % المسيحيين | المذهب السائد                 |
| ------- | --------------------------- | -------------------- | ----------- | ----------------------------- |
| 1       | نيجيريا                     | 80,510,000           | 50.8%       | بروتستانتية                   |
| 2       | جمهورية الكونغو الديمقراطية | 63,150,000           | 95.7%       | كاثوليكية                     |
| 3       | إثيوبيا                     | 52,580,000           | 63.4%       | أرثوذكسية مشرقية              |
| 4       | جنوب إفريقيا                | 40,560,000           | 80.9%       | بروتستانتية                   |
| 5       | كينيا                       | 34,340,000           | 84.8%       | بروتستانتية                   |
| 6       | أوغندا                      | 28,970,000           | 86.7%       | بروتستانتية وكاثوليكية        |
| 7       | تنزانيا                     | 26,740,000           | 59.6%       | كاثوليكية ثم بروتستانتية      |
| 8       | غانا                        | 18,260,000           | 74.9%       | بروتستانتية                   |
| 9       | أنغولا                      | 16,820,000           | 88.2%       | كاثوليكية                     |
| 10      | مدغشقر                      | 15,430,000           | 74.5%       | بروتستانتية وكاثوليكية        |
| 11      | الكاميرون                   | 13,880,000           | 70.8%       | كاثوليكية وبروتستانتية        |
| 12      | موزمبيق                     | 13,120,000           | 56.1%       | كاثوليكية وبروتستانتية        |
| 13      | زامبيا                      | 12,760,000           | 97.5%       | بروتستانتية                   |
| 14      | مالاوي                      | 12,320,000           | 82.7%       | بروتستانتية                   |
| 15      | رواندا                      | 9,920,000            | 93.4%       | كاثوليكية وبروتستانتية        |
| 16      | زيمبابوي                    | 9,830,000            | 78.2%       | بروتستانتية                   |
| 17      | ساحل العاج                  | 8,840,000            | 44.8%       | بروتستانتية؛ كاثوليكية        |
| 18      | مصر                         | 8,100,000-4,290,000  | 10.0%-5.3%  | أرثوذكسية مشرقية              |
| 19      | بوروندي                     | 7,880,000            | 94.1%       | كاثوليكية                     |
| 20      | جنوب السودان                | 6,530,000            | 60.5%       | كاثوليكية وبروتستانتية        |
| 21      | بنين                        | 4,730,000            | 53.4%       | كاثوليكية وبروتستانتية        |
| 22      | تشاد                        | 4,560,000            | 34.0%-40.0% | كاثوليكية ثم بروتستانتية      |
| 23      | جمهورية إفريقيا الوسطى      | 3,950,000            | 89.8%       | بروتستانتية                   |
| 24      | بوركينا فاسو                | 3,710,000            | 22.5%       | كاثوليكية                     |
| 25      | جمهورية الكونغو             | 3,470,000            | 85.9%       | بروتستانتية                   |
| 26      | ليبيريا                     | 3,420,000            | 85.6%       | بروتستانتية                   |
| 27      | إرتريا                      | 3,310,000            | 62.9%       | أرثوذكسية مشرقية              |
| 28      | توغو                        | 2,640,000            | 43.7%       | كاثوليكية ثم بروتستانتية      |
| 29      | ناميبيا                     | 2,230,000            | 97.6%       | بروتستانتية لوثرية            |
| 30      | ليسوتو                      | 2,100,000            | 96.8%       | بروتستانتية وكاثوليكية        |
| 31      | السودان                     | 1,810,000            | 5.4%        | كاثوليكية ثم بروتستانتية      |
| -       | جزر الكناري                 | 1,780,000            | 84.9%       | كاثوليكية                     |
| 32      | بوتسوانا                    | 1,450,000            | 72.1%       | بروتستانتية                   |
| 33      | سيراليون                    | 1,230,000            | 20.9%       | بروتستانتية ثم كاثوليكية      |
| 34      | الغابون                     | 1,170,000            | 77.7%       | بروتستانتية                   |
| 35      | غينيا                       | 1,090,000            | 10.9%       | كاثوليكية                     |
| 36      | إسواتيني                    | 1,040,000            | 87.5%       | بروتستانتية                   |
| 37      | لا ريونيون                  | 740,000              | 87.6%       | كاثوليكية                     |
| 38      | غينيا الاستوائية            | 620,000              | 88.7%       | كاثوليكية                     |
| 39      | مالي                        | 490,000              | 3.2%        | كاثوليكية                     |
| 40      | السنغال                     | 450,000              | 3.6%        | كاثوليكية                     |
| 41      | الرأس الأخضر                | 440,000              | 89.1%       | كاثوليكية                     |
| 42      | المغرب                      | 380,000              | 1.1%        | كاثوليكية                     |
| 43      | الجزائر                     | 190,000 - 380,000    | 0.2%        | بروتستانتية؛ كاثوليكية        |
| 44      | غينيا بيساو                 | 300,000              | 19.7%       | كاثوليكية                     |
| -       | ماديرا                      | 237,120              | 96%         | كاثوليكية                     |
| 45      | ساو تومي وبرينسيب           | 140,000              | 82.1%       | كاثوليكية                     |
| 46      | ليبيا                       | 170,000              | 2.7%        | أرثوذكسية مشرقية وكاثوليكية   |
| 47      | النيجر                      | 120,000              | 0.8%        | بروتستانتية                   |
| 48      | سيشل                        | 80,000               | 94.0%       | كاثوليكية                     |
| -       | سبتة                        | 56,015               | 68.0%       | كاثوليكية                     |
| 49      | غامبيا                      | 40,000               | 4.5%        | كاثوليكية                     |
| -       | مليلية                      | 36,330               | 46.3%       | كاثوليكية                     |
| -       | جبل طارق                    | 30,000               | 88.8%       | كاثوليكية                     |
| 50      | تونس                        | 25,000 - 35,000      | 0.2%        | كاثوليكية                     |
| 51      | جيبوتي                      | 20,000               | 2.3%        | كاثوليكية                     |
| 52      | جزر القمر                   | 15,000               | 0.5%        | بروتستانتية ثم كاثوليكية      |
| 53      | موريتانيا                   | 6,500                | 0.3%        | كاثوليكية؛ بروتستانتية        |
| -       | مايوت                       | 6,379                | 3.0%        | بروتستانتية                   |
| 54      | الصومال                     | 1,000                | 0.1%        | بروتستانتية وأرثوذكسية مشرقية |
| -       | سانت هيلينا                 | 4,000                | 96.5%       | بروتستانتية                   |
| -       | الصحراء الغربية             | 200                  | 0.03%       | كاثوليكية                     |

## وصلات خارجية
- BBC - The Story of Africa and Christianity
- African Christian
- African Christianity Faq
- Modern Evangelical African Theologians: A Primer